# SV Eidelstedt

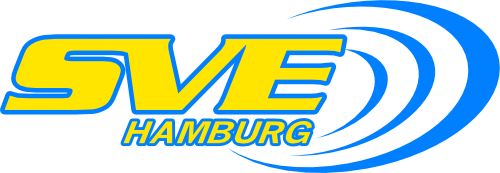
Das Logo des SV Eidelstedt Hamburg von 1880 e. V.

Das Logo des SV Eidelstedt

Der Eidelstedter SV, heutiger Name: SV Eidelstedt Hamburg von 1880 e. V. ist ein Sportverein aus dem Hamburger Stadtteil Eidelstedt. Die erste Fußballmannschaft spielte drei Jahre in der höchsten Amateurliga Hamburgs. Der Verein hat rund 8.500 Mitglieder (Stand: 31. Dezember 2023).

## Geschichte
Nach dem Zweiten Weltkrieg schlossen sich die Vereine FC Adler, der Turnverein Gut Heil und der Arbeitersportverein Frei Heil zum Eidelstedter SV zusammen. Der FC Adler war 1925 knapp am Aufstieg in die höchste Spielklasse gescheitert und spielte vier Jahre in der zweitklassigen Fußball-Bezirksklasse Groß-Hamburg. Im Jahre 1953 gelang dem nunmehrigen Eidelstedter SV die Qualifikation für die neu geschaffene Verbandsliga Germania, dessen erster Meister sie wurden. Als Tabellenletzter musste der ESV das Hamburger Oberhaus gleich wieder verlassen. Nach einem zwischenzeitlichen Abstieg aus der Verbandsliga im Jahre 1961 gelang neun Jahre später die Qualifikation für die neue, zweigleisige Amateurliga Hamburg.
Im Jahre 1972 wurden die Eidelstedter Meister und kehrten in das mittlerweile Landesliga Hamburg genannte Hamburger Oberhaus zurück. Nachdem es 1973 knapp zum Klassenerhalt gereicht hat, folgte ein Jahr später der erneute Abstieg. 1978 stieg der ESV in die Bezirksliga ab und verabschiedete sich vom höherklassigen Fußball. Am 1. Juli 2003 fusionierte der Eidelstedter SV mit dem ETSV Altona zum SV Eidelstedt. Dieser stieg 2004 in die Verbandsliga Hamburg auf und direkt wieder ab. Im Jahre 2010 folgte dann der Abstieg in die Bezirksliga. Vier Jahre dauerte es eher der SV Eidelstedt wieder zurück in der Landesliga war, der erneute Abstieg in die BZ West erfolgte 2019. Bis heute spielt das Team in der Bezirksliga West.

### Fechten
Bereits 1889 gründete sich beim ETSV Altona eine Fechtabteilung, die in den 1950er Jahren auch an den Hamburger Mannschaftsmeisterschaften teilnahm. Aber auch beim Eidelstedter SV gab es eine Fechtabteilung.

### Handball
Die Feldhandballer des ETSV Altona (auch „Eisenbahn Altona“ genannt) stiegen 1952 in die Oberliga Nord, die damals höchste deutsche Spielklasse auf, aus der sie 1954 wieder absteigen mussten. In der Halle spielte sie seit 1952 in der I. Division. Die Damen des Eidelstedter SV wurden 2005 Meister der Regionalliga Nordost.

### Judo
Die Judoka den ETSV Altona kämpften in den 1950er Jahren um die Hamburger Judo-Mannschafts-Meisterschaft mit.

### Ringen
Die Ringer des ETSV kämpften in den 1950er Jahren in der höchsten Hamburger Klasse. Inzwischen gibt es beim SV Eidelstedt keine Ringerabteilung mehr.

### Schach
Die Schachabteilung des SV Eidelstedt hat 60 Mitglieder. Die 1. Mannschaft spielt in der Kreisliga B.

### Tischtennis
Sowohl beim Eidelstedter SV als auch beim ETSV Altona gab es bereits seit den 1950er Jahren Tischtennis-Abteilungen. Die Eisenbahner erreichten 1960 das Hamburger Pokalendspiel gegen den TTC Rot-Weiß Hamburg. Seit Mitte der 2000er Jahre bildeten die SVE-Tischtennisspieler mit der damaligen Tischtennissparte des Lokalrivalen TuS Eidelstedt die „SG Eidelstedt“. Seit Mitte der 2010er Jahre besteht nun eine Spielgemeinschaft mit dem SV Lurup unter der Bezeichnung „SG Eidelstedt-Lurup“. Diese verfügt in der Saison 2021/22 über acht Herren-Mannschaften, deren erste in der 1. Bezirksliga spielt, drei Damen-Mannschaften, die erste Mannschaft tritt in der 1. Landesliga an, sowie zwei Jungen-U19-Mannschaften.